# نازلي تولغا برنينك ماير
نازلي تولغا برنينك ماير ( 8 نوفمبر 1979 ) صحفية ومقدمة برامج هولندية.

## سيرة مذكرات
تخرج في جامعة مرمرة في عام 2003 بدرجة علمية في الصحافة بعد أن بدأ حياته المهنية كصحفي في القناة D في 31 أغسطس 1998. (2003-2007) و FOX (3 سبتمبر 2007 إلى 14 يونيو 2013). تم اختياره كأفضل فنان تركي في عامي 2011 و 2012 وأفضل أداء تركي في عام 2013.

## حياة خاصة
في عام 2013 ، تزوجت من رجل الأعمال الهولندي لورانس برنينكي ماير في كنيسة الروح القدس.
بعد أن عاش في البرازيل (2013) ، يعيش الآن (2017) في لندن. 
يتحدث التركية والبرتغالية والهولندية والإنجليزية . لديه أخت وبنت. 

## أداء البرامج التليفزيونية
- Kanal D Gece Haberleri (Kanal D في 1998-2002) ،
- Nazlı Tolga ile Gündem (سكاي تورك 2004-سبتمبر 2007)
- SHOW HABER (2002-2003) ،
- FOX ON ANA HABER (2008-2010) ،
- NAZLI TOLGA İLE FOX ANA HABER (سبتمبر 2007-14 يونيو 2013)